# FLAIR

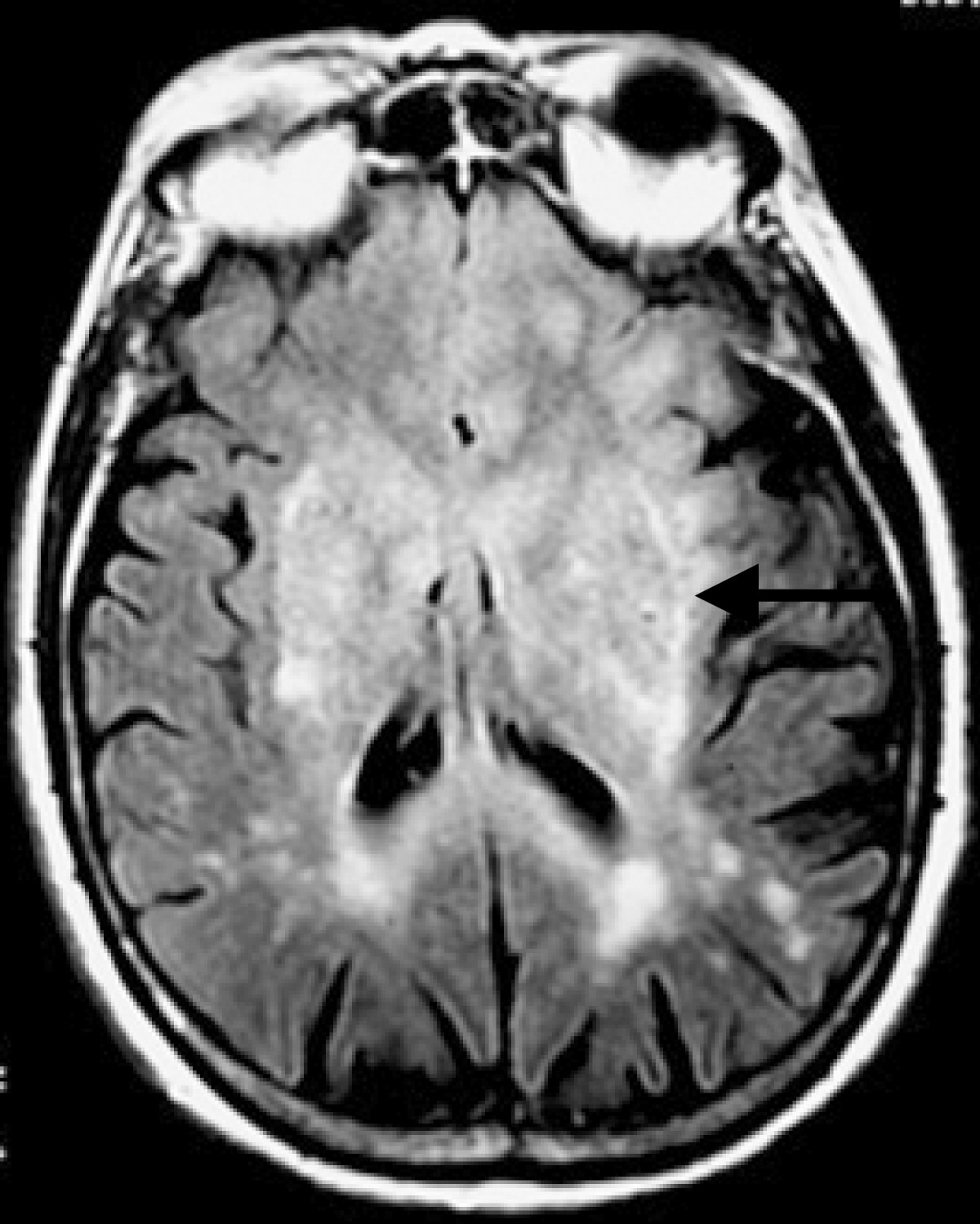
Immagine ottenuta tramite sequenza FLAIR

FLAIR è l'acronimo di Fluid Attenuated Inversion Recovery.
È un tipo di sequenza utilizzata nell'imaging a risonanza magnetica che permette di visualizzare l'encefalo con una pesatura ponderata in T2 e soppressione del segnale del liquido cefalorachidiano. Si tratta di una sequenza della famiglia inversion recovery, in cui il tempo di inversione (TI) successivo all'impulso di inversione di 180° ha una durata di circa 2000 ms nei sistemi RM da 1.5 T. Dopo questo tempo di inversione, il segnale dato dal liquido cefalorachidiano si trova ad attraversare lo zero, quindi la successiva eccitazione non coinvolgerà questo tessuto.
La FLAIR deve gran parte del suo successo all'impiego nella diagnosi della sclerosi multipla cerebrale. Le immagini risultanti dall'impiego di questa sequenza sono caratterizzate da un basso rapporto segnale/rumore; materia bianca e grigia si presentano sostanzialmente grigio grigio/nero mentre come già detto, il liquor cefalo-rachidiano il cui segnale è stato soppresso, risulta completamente nero. In questo contesto le eventuali placche di sclerosi risulteranno fortemente iperintense e pertanto più facilmente individuabili.
Come le altre sequenze Inversion Recovery anche la FLAIR risulta essere particolarmente lunga. Negli scanner più attuali il problema dell'eccessiva durata è stato ovviato con l'impiego di sequenze turbo spin echo per l'acquisizione.